# Park Zdrojowy w Ciechocinku
Park Zdrojowy w Ciechocinku – największy (19 ha) z czterech parków Ciechocinka utworzony w latach 1872–1875 według projektu Hipolita Cybulskiego w modyfikacji i udoskonaleniu Franciszka Szaniora.

## Historia
Park Zdrojowy w Ciechocinku powstał z ogrodu spacerowego przy galerii spacerowej zaaranżowanych w czasie budowy hotelu Karola Müllera według projektu Franciszka Tournelle'a w 1851. Obecnie posiada interesujący starodrzew. Oprócz klonów, dębów, lip i świerków występują tu również kłęk kanadyjski, miłorząb dwuklapowy, skrzydłorzech kaukaski i tulipanowiec amerykański. Znajduje się tu jeden pomnik przyrody – dąb szypułkowy o wysokości 22 metry i obwodzie 390 cm.
W miejscu starej, spalonej – oddano do użytku nową galerię spacerową. W latach 1880–1881 zbudowano w Parku w "stylu szwajcarskim" – charakterystycznym od tamtego czasu dla Ciechocinka – pijalnię wód mineralnych projektu Edwarda Cichockiego. Pijalnia jest konstrukcją słupowo-ryglową, szalowaną deskami. Od wschodu posiada przybudówkę z wieżyczką. Została przebudowana w okresie międzywojennym. W pijalni mieści się obecnie sala koncertowa i kawiarnia "Bristol".
W roku 1909 wybudowano w centrum Parku drewnianą muszlę koncertową w stylu zakopiańskim (projekt: Paweł Fedders). Inne przykłady parkowej architektury to fontanna "Jaś i Małgosia".
Obecnie w muszli koncertowej odbywa się szereg imprez kulturalnych rangi krajowej: Festiwal Piosenki Młodzieży Niepełnosprawnej Ciechocińskie Impresje Artystyczne, Festiwal Operowo-Operetkowy, Wielka Gala Tenorów, Ciechociński Festiwal Bluesowy – oraz lokalnej: Regionalny Przegląd Orkiestr i zespołów strażackich Na deptaku w Ciechocinku i Festiwal Folkloru Kujaw i Ziemi Dobrzyńskiej.

## Galeria

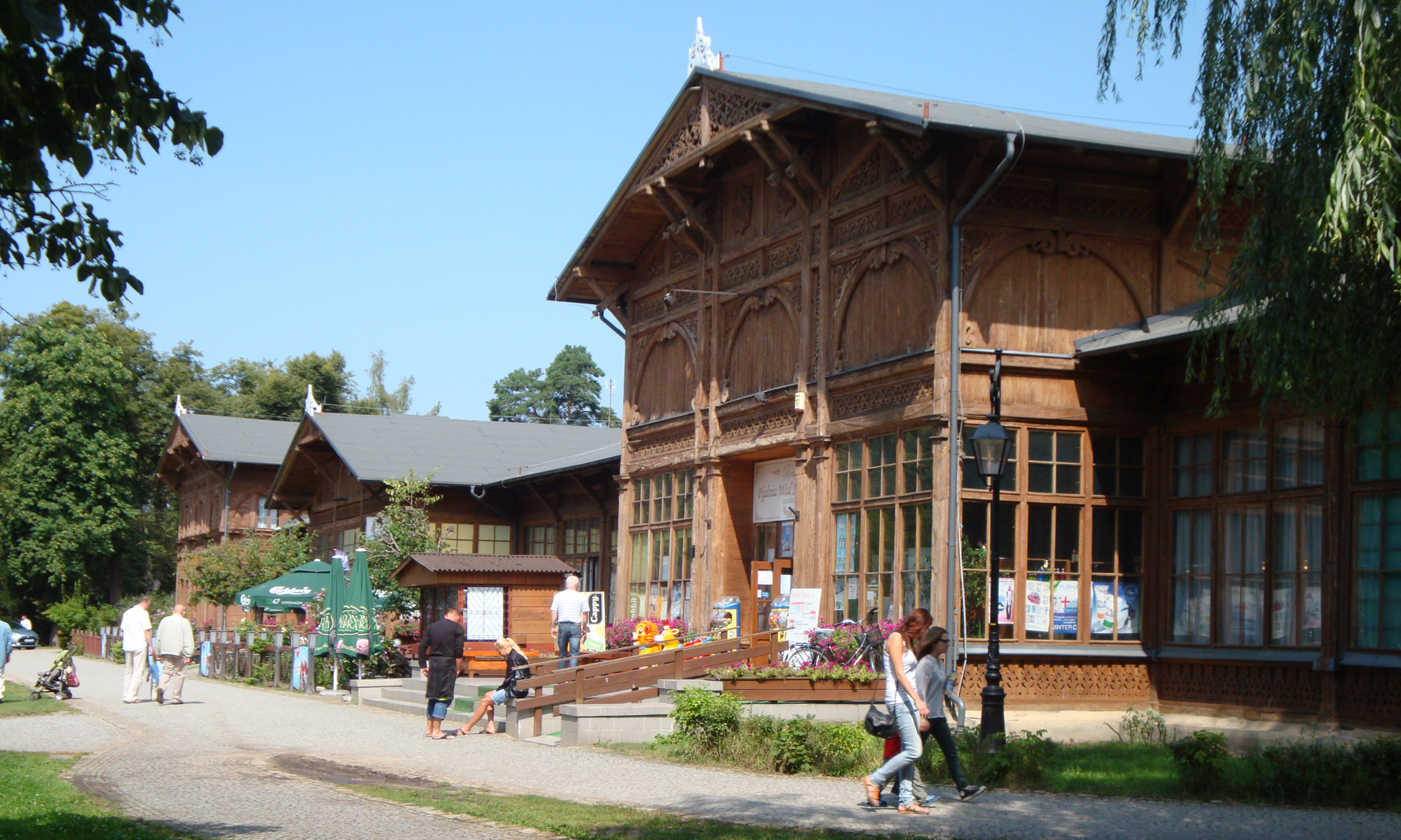
Pijalnia wód
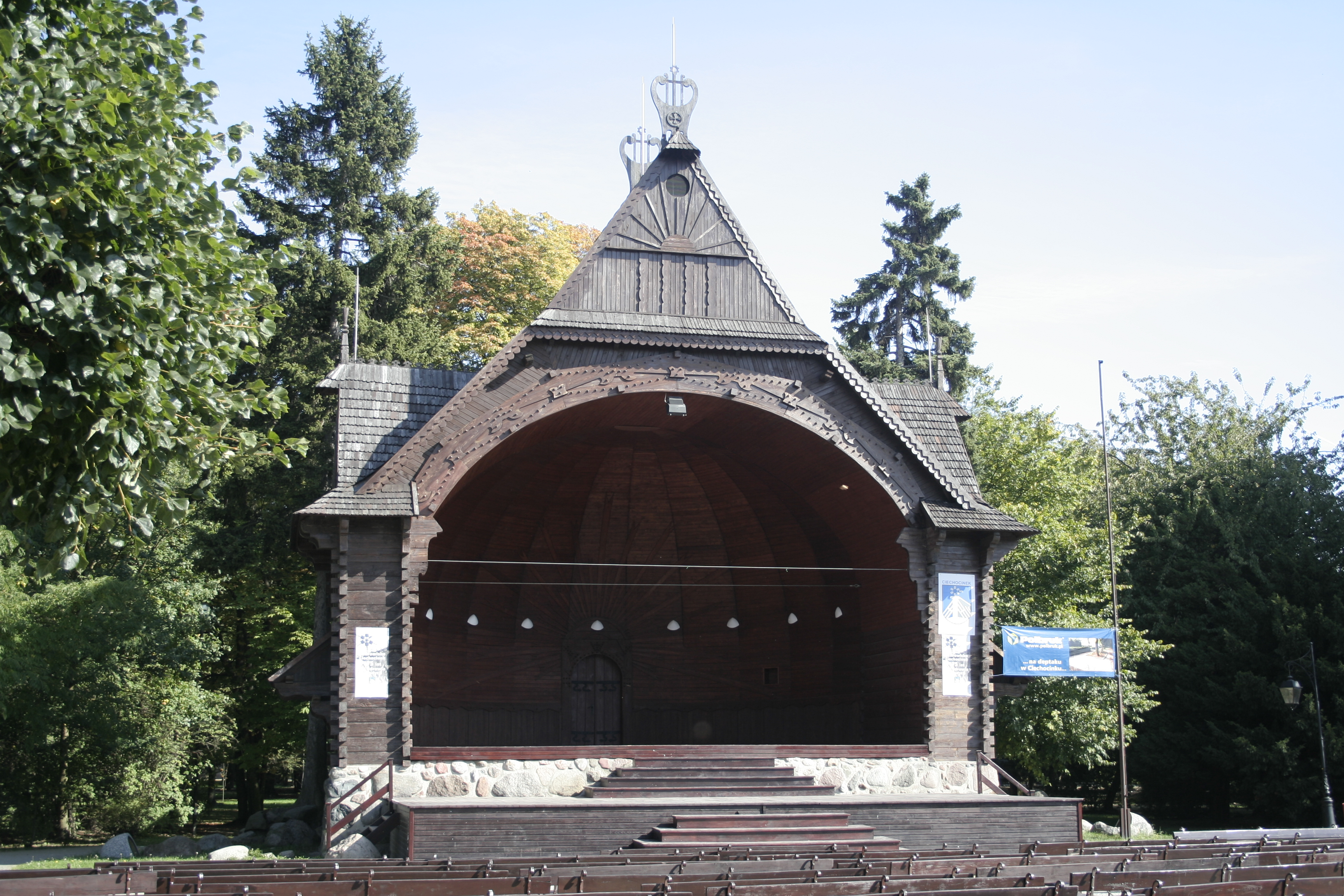
Muszla koncertowa
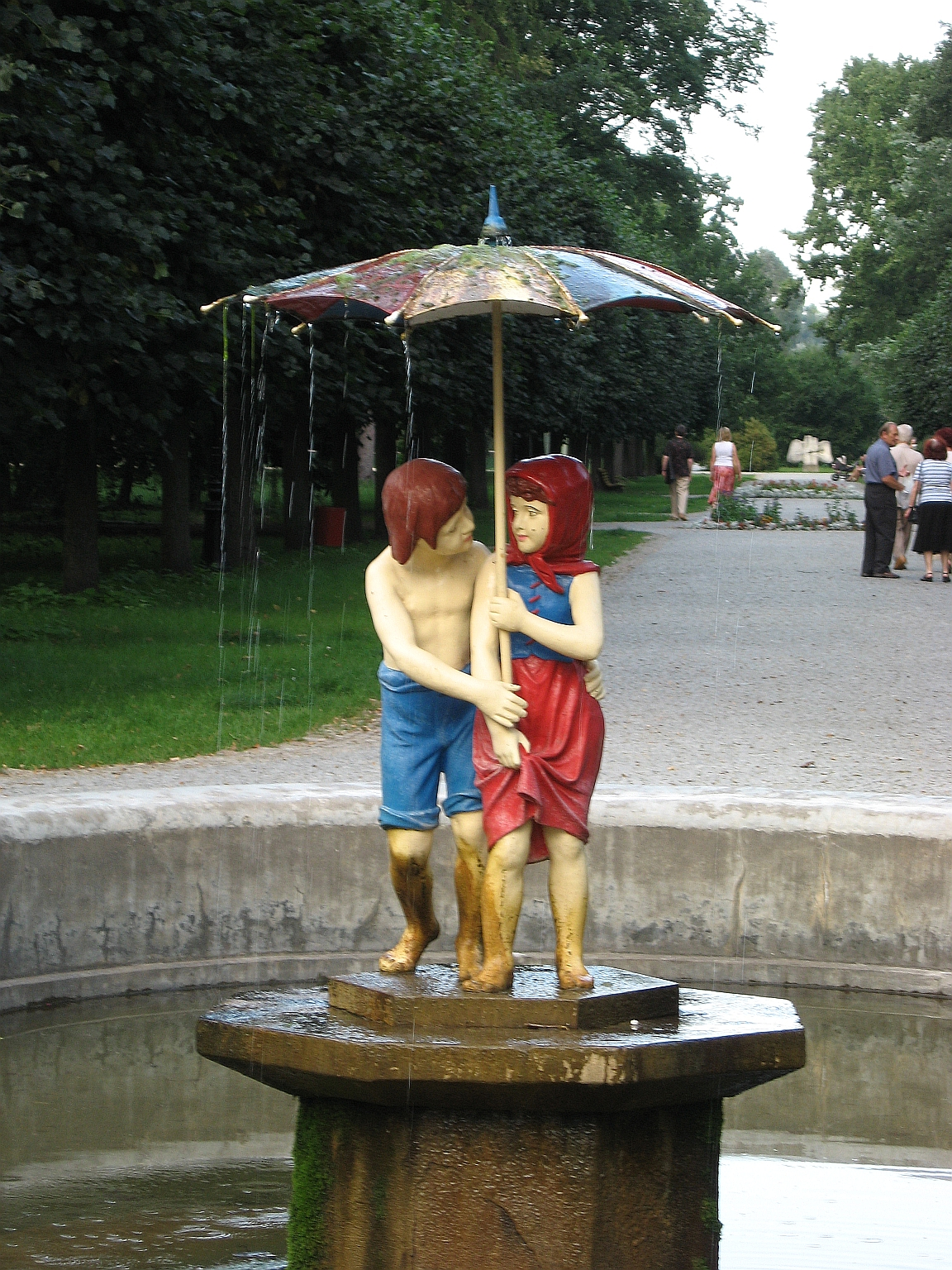
Fontanna Jaś i Małgosia
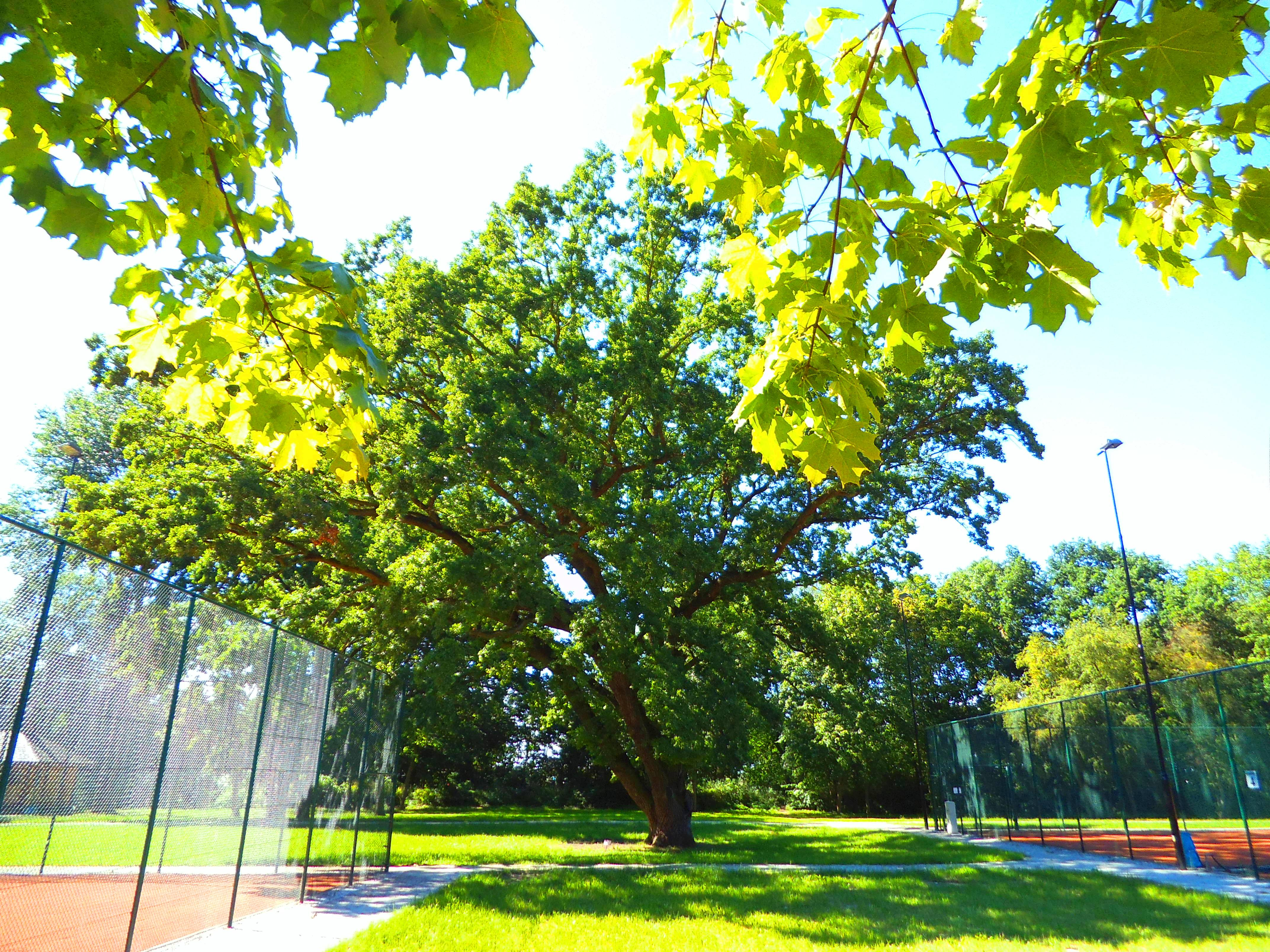
Pomnik przyrody – dąb szypułkowy